# SRD (ゲーム会社)
株式会社SRD（エスアールディー、英: SRD Co.,Ltd.）は、京都府京都市下京区に本社を置き、ゲームソフト及びWebシステムの受託開発を主な事業とする日本の企業。任天堂株式会社の完全子会社。

## 概要
任天堂とゲームソフトの開発やニンテンドーeショップなどのシステム開発を行っており、任天堂本社開発棟内に京都事業所を置いている。1980年代は主にアーケードゲームからファミリーコンピュータ用ソフトへの移植を行っていた。他にAutoCAD LTの機械設計支援アプリケーションなどを開発を行っていたが、製品開発は2016年9月発売予定のAutoCAD LT2017をもって終了し、事業を終了した。
ゲーム開発課では主に任天堂とゲームソフトの共同開発をしており、Webシステム開発課はニンテンドーeショップなどのシステムを開発している。

## 沿革
- 1979年1月 - 大阪府守口市京阪本通りに株式会社エス.アール.ディー（現・株式会社SRD）を設立
- 1982年 - 京都営業所（現・京都事業所）を任天堂社屋内（京都市東山区鳥羽街道）に新設、本社を吹田市江の木町に移転、ゲーム受託開発を開始
- 1988年 - 本社を新大阪(大阪市淀川区 大広新大阪ビル)に移転
- 1991年 - 株式会社アイネスの100％出資子会社になる
- 1999年 - 株式会社アイネスからMBOで独立
- 2000年 - 京都事業所を任天堂社屋内(京都市南区上鳥羽鉾立町)に移転
- 2003年 - 本社を新大阪(大阪市淀川区 新大阪トラストタワー)に移転
- 2009年 - 本社を梅田(大阪市北区 京阪堂島ビル)に移転、Web系開発を中心としたサーバー課を新設
- 2011年 - 「株式会社SRD」（現商号）に社名変更、株式会社SRDホールディングスの100％出資子会社になる
- 2012年 - ゲーム開発課(現・ゲーム統括部)内にデザイナーを中心としたデザイングループを新設
- 2013年 - 本社を京都(京都市下京区 関電不動産京都ビル)に移転
- 2014年 - 京都事業所を任天堂本社開発棟内（京都市南区東九条南松田町）に移転
- 2018年 - 京都事業所にゲーム統括部を新設、ゲーム開発部門を統合
- 2019年7月1日 - 株式会社SRDホールディングスと合併
- 2022年2月24日 - 任天堂がSRDを子会社化するため、株主との間で株式譲渡に関する契約を締結したことを発表[5]。同年4月1日をもって、正式に任天堂株式会社の100%出資子会社になった。

## 開発に関わった作品
| 発売日         | タイトル                                              | プラットフォーム                                     |
| -------------- | ----------------------------------------------------- | ---------------------------------------------------- |
| 1983年7月15日  | ドンキーコング                                        | ファミリーコンピュータ                               |
| 1983年7月15日  | ドンキーコングJR.                                     | ファミリーコンピュータ                               |
| 1983年8月27日  | 麻雀                                                  | ファミリーコンピュータ                               |
| 1983年12月12日 | ドンキーコングJR.の算数遊び                           | ファミリーコンピュータ                               |
| 1984年11月30日 | エキサイトバイク                                      | ファミリーコンピュータ                               |
| 1984年11月     | バルーンファイト                                      | アーケード                                           |
| 1985年1月30日  | アイスクライマー                                      | ファミリーコンピュータ                               |
| 1985年9月13日  | スーパーマリオブラザーズ                              | ファミリーコンピュータ                               |
| 1986年2月21日  | ゼルダの伝説                                          | ファミリーコンピュータ                               |
| 1986年4月14日  | 謎の村雨城                                            | ファミリーコンピュータ ディスクシステム              |
| 1986年6月3日   | スーパーマリオブラザーズ2                             | ファミリーコンピュータ ディスクシステム              |
| 1987年1月14日  | リンクの冒険                                          | ファミリーコンピュータ ディスクシステム              |
| 1987年7月10日  | 夢工場ドキドキパニック                                | ファミリーコンピュータ                               |
| 1987年10月30日 | ファミコングランプリ F1レース                         | ファミリーコンピュータ ディスクシステム              |
| 1988年10月23日 | スーパーマリオブラザーズ3                             | ファミリーコンピュータ                               |
| 1990年11月21日 | スーパーマリオワールド                                | スーパーファミコン                                   |
| 1991年11月21日 | ゼルダの伝説 神々のトライフォース                     | スーパーファミコン                                   |
| 1992年9月14日  | スーパーマリオUSA                                     | ファミリーコンピュータ                               |
| 1993年6月6日   | ゼルダの伝説 夢をみる島                               | ゲームボーイ                                         |
| 1993年7月14日  | スーパーマリオコレクション                            | スーパーファミコン                                   |
| 1995年8月5日   | スーパーマリオ ヨッシーアイランド                     | スーパーファミコン                                   |
| 1996年6月23日  | スーパーマリオ64                                      | NINTENDO 64                                          |
| 1996年10月26日 | マーヴェラス 〜もうひとつの宝島〜                     | スーパーファミコン                                   |
| 1997年4月27日  | スターフォックス64                                    | NINTENDO64                                           |
| 1997年12月21日 | ヨッシーストーリー                                    | NINTENDO64                                           |
| 1998年11月21日 | ゼルダの伝説 時のオカリナ                             | NINTENDO64                                           |
| 2000年4月27日  | ゼルダの伝説 ムジュラの仮面                           | NINTENDO64                                           |
| 2000年8月23日  | コロコロカービィ                                      | ゲームボーイカラー                                   |
| 2001年3月21日  | スーパーマリオアドバンス                              | ゲームボーイアドバンス                               |
| 2001年12月14日 | どうぶつの森+                                         | ニンテンドー ゲームキューブ                          |
| 2001年12月14日 | スーパーマリオアドバンス2                             | ゲームボーイアドバンス                               |
| 2002年9月20日  | スーパーマリオアドバンス3                             | ゲームボーイアドバンス                               |
| 2002年12月13日 | ゼルダの伝説 風のタクト                               | ニンテンドーゲームキューブ                           |
| 2003年3月14日  | ゼルダの伝説 神々のトライフォース&4つの剣             | ゲームボーイアドバンス                               |
| 2003年6月27日  | どうぶつの森e+                                        | ニンテンドーゲームキューブ                           |
| 2003年7月11日  | スーパーマリオアドバンス4                             | ゲームボーイアドバンス                               |
| 2004年3月18日  | ゼルダの伝説 4つの剣+                                 | ニンテンドーゲームキューブ                           |
| 2004年12月2日  | スーパーマリオ64DS                                    | ニンテンドーDS                                       |
| 2005年1月27日  | キャッチ!タッチ!ヨッシー!                             | ニンテンドーDS                                       |
| 2005年11月23日 | おいでよ どうぶつの森                                 | ニンテンドーDS                                       |
| 2006年5月25日  | New スーパーマリオブラザーズ                          | ニンテンドーDS                                       |
| 2006年12月2日  | ゼルダの伝説 トワイライトプリンセス                   | ニンテンドーゲームキューブ（オンライン販売のみ） Wii |
| 2007年3月29日  | 英語が苦手な大人のDSトレーニング もっとえいご漬け     | ニンテンドーDS                                       |
| 2007年6月23日  | ゼルダの伝説 夢幻の砂時計                             | ニンテンドーDS                                       |
| 2007年12月1日  | Wii Fit                                               | Wii                                                  |
| 2008年5月1日   | リンクのボウガントレーニング                          | Wii                                                  |
| 2008年6月26日  | 大合奏!バンドブラザーズDX                             | ニンテンドーDS                                       |
| 2008年11月20日 | 街へいこうよ どうぶつの森                             | Wii                                                  |
| 2009年10月1日  | Wii Fit Plus                                          | Wii                                                  |
| 2009年12月3日  | New スーパーマリオブラザーズ Wii                      | Wii                                                  |
| 2009年12月23日 | ゼルダの伝説 大地の汽笛                               | ニンテンドーDS                                       |
| 2010年10月21日 | スーパーマリオコレクション スペシャルパック           | Wii                                                  |
| 2011年2月26日  | すれちがいMii広場                                     | ニンテンドー3DS                                      |
| 2011年11月23日 | ゼルダの伝説 スカイウォードソード                     | Wii                                                  |
| 2012年7月28日  | New スーパーマリオブラザーズ 2                        | ニンテンドー3DS                                      |
| 2012年11月8日  | とびだせ どうぶつの森                                 | ニンテンドー3DS                                      |
| 2012年12月8日  | New スーパーマリオブラザーズ U                        | Wii U                                                |
| 2012年12月8日  | Nintendo Land                                         | Wii U                                                |
| 2013年6月19日  | New スーパールイージ U                                | Wii U                                                |
| 2013年9月26日  | ゼルダの伝説 風のタクト HD                            | Wii U                                                |
| 2013年12月26日 | ゼルダの伝説 神々のトライフォース2                    | ニンテンドー3DS                                      |
| 2015年7月13日  | どうぶつの森 ハッピーホームデザイナー                 | ニンテンドー3DS                                      |
| 2015年9月10日  | スーパーマリオメーカー                                | Wii U                                                |
| 2015年10月22日 | ゼルダの伝説 トライフォース3銃士                      | ニンテンドー3DS                                      |
| 2016年4月21日  | スターフォックス ゼロ                                 | Wii U                                                |
| 2016年12月15日 | スーパーマリオラン                                    | iOS Android                                          |
| 2017年3月3日   | ゼルダの伝説 ブレス オブ ザ ワイルド                  | Wii U Nintendo Switch                                |
| 2017年3月3日   | 1-2-Switch                                            | Nintendo Switch                                      |
| 2018年4月20日  | Nintendo Labo Toy-Con 01: Variety Kit                 | Nintendo Switch                                      |
| 2018年4月20日  | Nintendo Labo Toy-Con 02: Robot Kit                   | Nintendo Switch                                      |
| 2018年9月14日  | Nintendo Labo Toy-Con 03: Drive Kit                   | Nintendo Switch                                      |
| 2018年12月7日  | 大乱闘スマッシュブラザーズ SPECIAL                    | Nintendo Switch                                      |
| 2019年1月11日  | New スーパーマリオブラザーズ U デラックス             | Nintendo Switch                                      |
| 2019年4月12日  | Nintendo Labo Toy-Con 04: VR Kit                      | Nintendo Switch                                      |
| 2019年6月28日  | スーパーマリオメーカー2                               | Nintendo Switch                                      |
| 2019年10月18日 | リングフィット アドベンチャー                         | Nintendo Switch                                      |
| 2020年3月20日  | あつまれ どうぶつの森                                 | Nintendo Switch                                      |
| 2021年6月11日  | ナビつき! つくってわかる はじめてゲームプログラミング | Nintendo Switch                                      |
| 2022年4月29日  | Nintendo Switch Sports                                | Nintendo Switch                                      |
| 2022年9月9日   | スプラトゥーン3                                       | Nintendo Switch                                      |
| 2023年5月12日  | ゼルダの伝説 ティアーズ オブ ザ キングダム            | Nintendo Switch                                      |
| 2023年9月22日  | ピクミン1+2                                           | Nintendo Switch                                      |
| 2023年10月20日 | スーパーマリオブラザーズ ワンダー                     | Nintendo Switch                                      |